# راشد الماجد
راشد الماجد (27 يوليو 1969) هو مغني سعودي، يُعتبر من أشهر مطربي الخليج. وُلد في البحرين من أبٍ سعودي وأمٍ بحرينية، ويَملك جواز السفر البحريني.

## عن حياته
ولد في المنامة البحرين، وهو المولود الثاني بين أخوين و4 أخوات. ترعرع ودرس وقضى طفولته في البحرين والدمام، السعودية وحصل على شهادة الثانوية منها. يملك شركة فنون الجزيرة، وقناة وناسة وبلاتينيوم ريكوردز بنسبة 50% بالشراكة مع مجموعة إم بي سي وله مكاتب في الرياض والبحرين ودبي.

### مشواره الفني
مشواره الفني ممتد لأكثر من 30 سنة، استطاع خلاله أن يحصد النجاحات والإنجازات المتتالية، كما استطاع أن يضيف الكثير للفن العربي والموسيقى العربية. استطاع أن يكون له جماهيرية ممتدة من الخليج العربي وحتى المغرب العربي.

### المسيرة الفنية
انطلقت مسيرته الفنية وهو لم يتجاوز سن الخامسة عشر سنة. تحديداً من المدرسة حين تنبأ له أستاذه حامد الحامد بمستقبل فني باهر، واحتضنه فنياً ورعاه ولحن له وكتب مجموعة من الأغنيات في بداياته الفنية. أول أغنية له كانت بعنوان حلوة يالبحرينية قدمها من خلال تلفزيون البحرين في برنامج باب السندباد.
قدم أول ألبوم رسمي له في أواخر سنة 1984 بعنوان آه يا قلبي حينها كان عمره لا يتجاوز 15 سنة، وقد احتوى الألبوم على 5 أغنيات، وكان لأستاذه حامد الحامد نصيب الأسد من الألحان والكلمات. فكانت المصافحة الأولى من خلال هذا الألبوم لهذا الفنان الشاب والموهوب، وقد عرفه الجمهور السعودي حينها من خلال أغنية البارحة (التي أعاد تجديدها في مسلسل نمر بن عدوان) كما ضم عدد آخر من الأغنيات التي لم تحظ باهتمام كبير وشهرة في الوسط الفني وقتها.

#### الدخول إلى الجمهور السعودي
وفي عام 1986، طرح الألبوم الثاني له والذي حمل عنوان لي بنت عم، وقد كان للأغنية التي حملت عنوان الألبوم صدى ممتاز لدى المستمع السعودي بشكل خاص والخليجي بشكل عام.
أما في عام 1987، قدم راشد الماجد البوم خل التغلي بأسلوب الجلسة حيث تم تسجيل صوته بمصاحبة العود والإيقاعات فقط. وبعيداً عن الألبومات الغنائية، تعتبر هذه السنة إضافة مهمة في مسيرة الفنان راشد الماجد. فقد تم اختياره ليكون أول فنان يغني في مهرجان الجنادرية خلال دورة المهرجان الرابعة وذلك من خلال أوبريت غنائي استعراضي مدته 45 دقيقة قام بكتابته حامد الحامد كما قام الحامد نفسه بتلحينه مستعيناً بألحان فلكلورية طورها وأضاف لها.
وفي العاميين 1988و 1989 طرح الماجد ثلاث ألبومات غنائية أحدهم عبارة عن جلسة، والآخريين تسجيل استديو وكان لهم صدى رائع لدى الجمهور الخليجي، أبرز الأغنيات التي عرفها ورددها الجمهور في تلك الفترة: جتني تقولي، سيد الغواني، قصة ضياع عبيد، ضيعتني، ودعتني وسافرت، وغيرها الكثير.
وفي عام 1990، قام بطرح ألبوم بعنوان طال انتظاري وكان من إنتاج مؤسسة التوكيلات للإنتاج الفني. وفي نفس العام طرح ألبوم حب الوطن وقد تزامن طرحه أثناء الغزو العراقي الغاشم. يعتبر هذا الألبوم باكورة أعمال الفنان راشد الماجد مع شركة فنون الجزيرة للإنتاج الفني والتي أصبحت فيما بعد تحت ملكيته  ثم في عام 1992 كان ألبوم أبشر من عيوني قد طرح في الأسواق. وقد عزز هذا الألبوم من مكانة راشد الماجد على الساحة الفنية من خلال أغنية أبشر من عيوني وأغنية ما ينفع.
أما عام 1993 فإن هذه السنة تعتبر نقطة تحول للفنان راشد الماجد على المستوى الخليجي. حيث نقلته إلى مستوى متقدم جداً وذاع صيته وانطلقت نجوميته. أظهر راشد الماجد من خلال ألبوميين غنائيين (هما الدنيا حظوظ والله كريم) طرحوا في نفس العام قدراته الفائقة في الغناء والاختيار والتلحين أيضاً. أبرز الأغنيات التي كانت في الألبومين: الدنيا حظوظ، علي كيفك، استغنيت انا عنك، مستغربة، مسكين، الله كريم، اشكي، حجة الغايب. وقد احتلت أغنيات مثل الله كريم وأشكي على مراكز متقدمة في سباقات الأغاني، وتكررت عبر أثير المحطات الإذاعية مراراً في تلك الفترة.
وفي العام نفسه خاض الفنان راشد الماجد تجربة جريئة من خلال مشاركته في مسلسل لا للزوجات كممثل بجانب كلاً من خالد سامي وناصر القصبي، ولكنه لم يلقى النجاح المرجو من التجربة. والجدير بالذكر أنه قام بغناء بعض الأغنيات في المسلسل ومنها أغنية مستغربة التي طرحت في نفس السنة.
وبعد عام، استمر تألق راشد الماجد من خلال ألبومات أكدت نجوميته وأحقيته في حصوله على مكانة متقدمة جداً في الوسط الفني، وتوالت نجاحات ألبوماته الغنائية. فقدم خلال العامين 1994 و1995 ألبوم شرطان الذهب وأغلى حبيبة وقد تركوا بصمة خالدة في مسيرته النفية. وكان ألبوم شرطان الذهب قد حقق مبيعات قياسية آنذاك تعدت حدود الخليج العربي.
1996 تعتبر سنة نقطة التحول الحقيقة والمهمة في مسيرة راشد الماجد، بدأها بألبوم وطني بعنوان صفوة ملوك العرب طرح بمناسبة شفاء ملك السعودية آنذاك فهد بن عبد العزيز آل سعود. وقد تعاون في هذا الألبوم لأول مرة مع الفنان محمد عبده كملحن والشاعر الأمير خالد الفيصل.
في العام نفسه أطلق راشد الماجد ألبوم المسافر وقد احتوى على أغنية المسافر التي كتبها الشاعر بدر بن عبد المحسن بن عبد العزيز آل سعود ولحنها الدكتور عبد الرب إدريس. وهي الأغنية التي قلبت الموازين آنذاك وكانت بوابة العبور لقلوب الجماهير العربية، فقد احتلت هذه الأغنية على مدى أشهر المراكز الأولى في شتى الدول العربية. وقد حقق هذا الألبوم أضخم مبيعات في تاريخ ألبومات راشد الماجد وفي سوق الألبومات الغنائية حيث بلغت المبيعات حوالي مليوني نسخة. وحمل الألبوم عدد كبير من الأغنيات الخالدة في مسيرة الفنان راشد الماجد مثل: سواليفك، وينك حبيبي، وحشتيني، تفنن، عاش من شافك، المحبة وغيرها.
وفي عام 1997، اكتفى الفنان راشد الماجد بطرح ألبوم عبارة تسجيل لحفلة أقيمت في مدينة باريس في نفس السنة، وحمل اسم حفلات باريس 1 – 2 ليعلن بذلك نفسه نجم عربي يغرد في سماء العالمية. وضم الألبوم أغنياته القديمة بتسجيل مباشر من الحفلة التي عرضت حصريًا على قناة قناة الموسيقى التابعة لشبكة راديو وتلفزيون العرب.
وفي نهاية عام 1997 ومع دخول عام 1998، قام بطرح ألبومه الغنائي السادس عشر وحمل اسم شمعة حياتي بعد مضي عامين على آخر ألبوم له. وقد كان الألبوم بمثابة تأكيد على النجومية واستمرارية حصد النجاحات. شهد الألبوم التعاونات الأولى بين راشد الماجد والفنان مشعل العروج وذلك من خلال إشرافه الكامل على الألبوم. وقد حمل الألبوم أغنيات ظل يرددها المستمع العربي مراراً وظلت خالدة حتى يومنا هذا، منها: يا ناسينا، علمتني، أنتي ملاك، ودي أبكي، الدنيا وغيرها.
وفي العام 1998 طرح ألبومين آخرين هما السعودية وطرح بمناسبة وصول منتخب السعودية لكرة القدم لنهائيات كأس العالم والألبوم الآخر هو تضحك الدنيا ويعتبر هذا الألبوم من أبرز الألبومات الخليجية والعربية في تلك الفترة لما حققه من نجاح واسع ويرى الكثيرون بأنه علامة بارزة ومهمة جداً في مشوار راشد الماجد الفني.
وتوالت النجاحات عاماً تلو الآخر بعد ذلك أيضاً، حيث طرح خلال العامين 1999 و2001 ألبومين غنائيين حصدوا نجاحات باهرة وهما على مين تلعبها و ويلي.
أبرز ما كان يميز تلك الفترة (منذ العام 1997 تحديداً حتى 2001) هو تواجد الفنان مشعل العروج في الإشراف الفني على ألبومات راشد الماجد الغنائية وكذلك تواجد اسم طارق عاكف في تنفيذ الأغاني وتوزيعها، وهو الأمر الذي أضفى أسلوب مميز ومتفرد في ألبومات راشد الماجد في تلك الفترة.

### 2002 - 2006: اللون الإماراتي والأغنيات الخاصة
في عام 2002 كان قد طرح ألبوم مشكلني في الأسواق، وقد أحدث طرحه ضجة إعلامية شديدة وانتشار واسع في جميع أنحاء الوطن العربي آنذاك وذلك خلال بسبب أغنية مشكلني التي لحنها له صديقه الفنان حسين الجسمي. كان الألبوم على شكل جلسة مطوّرة، وجاءت أغلب أغنيات الألبوم في اللون الإماراتي. وكان الشرارة الأولى نحو توجه الفنان راشد الماجد لذاك اللون الغنائي الشعبي الذي لم يكن له انتشار خليجي أو عربي في السابق. والجدير بالذكر بأن تلك السنة شهدت أول تعاون بين راشد الماجد والموزع البحريني عيسى سيروس حيث حظي الأخير بتنفيذ كل أغاني ألبوم مشكلني عدا أغنية واحدة. وفي العام نفسه عاد الفنان راشد الماجد لللقاءات التلفزيونية بعد انقطاع طويل عن الإعلام المرئي ليطل ضيفاً في برنامج خليك في البيت مع الإعلامي والشاعر اللبناني زاهي وهبي.
وفي العام 2003، طرح راشد الماجد أغنية العيون باللون العراقي ضمن ألبوم الهدايا والتي تصدرت كافة الاستفتاءات في الوطن العربي لفترة طويلة بالرغم من الانتقادات الشديدة التي وجهت للفيديو كليب الخاص بها والذي كلف حوالي «120 ألف دورلار» وتصدى لإخراجه المخرج الكويتي أحمد الدوغجي.
وظل الفنان راشد الماجد خلال الفترة المتبقية من عام 2003 وعام 2004 بعيداً عن الألبومات الرسمية واكتفى بطرح عدد من الأغنيات الخاصة والمفردة (بالإنجليزية: Single) كانت أغلبها أغنيات ذات اللهجة والإيقاعات الإماراتية، حيث شهدت تلك الفترة تعاون كبير مع ملحنين وكتاب إماراتيين مثل فايز السعيد ومن الشعراء حمدان بن محمد بن راشد آل مكتوم وعلي الخوار والشاعرة مطلع الشمس وغيرهم. وخلال تلك الفترة استطاع الفنان راشد الماجد الوصول بالأغنية الإماراتية إلى الانتشار بجميع أنحاء الوطن العربي والخروج عن المحلية والتقليدية لتلك الأغنيات  وبالمقابل فقد لاقى هذا التوجه الكثير من الانتقادات كون أن هذه الأغاني مدفوعة الثمن ويتم تناقلها وتوزيعها في الانترنت وبعض المحطات الإذاعية وغالباً ما تكون مكررة في صبغتها اللحنية.

### إهدائات
شيخة المجد للشيخة لطيفة بنت منصور بن زايد آل نهيان

### محطات في حياة راشد الماجد
- أول المسارح التي وقف عليها كان مسرح المدرسة.
- أول ظهور تلفزيوني له كان في برنامج باب السندباد في تلفزيون البحرين.
- أول أغنية رسميه له هي أغنية للمنتخب السعودي عرضت مرة واحدة فقط في التلفزيون السعودي.
- أول لقاء صحفي أجراه كان مع الصحفي مبارك العوض.
- أول لقاء تلفزيوني لراشد كان في برنامج على شاطئ الخليج الحلقة السادسة مع المذيع مزيد السبيعي وشاركه في التقديم الشاعر علي عسيري.
- أول ألبوماته الغنائية آه يا قلبي.
- أول من اكتشفه أستاذ التربية الرياضية حامد الحامد.
- أول من غنى لـ مهرجان الجنادرية وكان ذلك في عام 1408 وكان وحده آنذاك.
- أول مسلسل مثل فيه لا للزوجات 1994 مع الفنان ناصر القصبي والفنان خالد سامي وعُرِض في منتصف التسعينات في التلفزيون السعودي باسم الدنيا حظوظ.[7]

## أغاني راشد الماجد
للفنان راشد الماجد عدد أغاني يفوق الـ 600 أغنية تقريباً ما بين أغاني رسمية (ضمن ألبوماته الرسمية) وغير رسمية (أغنيات خاصة لمناسبات متعددة).

### ثنائيات
بالرغم من حرص الفنان راشد الماجد على التجديد دائماً في الأسماء التي يتعاون معها، إلا أنه كان يحرص أيضاً على التعاون مع بعض الملحنين والكتاب دون غيرهم، وقد شكل معهم ثنائي ناجح في محطات مشواره الفني. منهم:

#### الملحنصالح الشهري
بدأت التعاونات بين الفنان راشد الماجد وصالح الشهري منذ 1988 تحديداً في ألبوم قصة ضياع عبيد حين قام الأخير بتلحين أغنية الصاحب اللي؛ وهي تعتبر أول تعاون رسمي بين هذين الاسمين. ولكن يعتبر التعاون بينهم في أغنية ابشر من عيوني في عام 1992 هو البداية الفعلية للنجاحات المتتالية بعد ذلك، حيث كان اسم الملحن صالح الشهري متواجد في كل ألبومات راشد الماجد حتى عام 2001 بأغنية أو أكثر. وكان للملحن صالح الشهري الأثر الأكبر على مسيرة نجاحات الفنان راشد الماجد، قدموا أغاني ظلت خالدة مثل: مستغربة، إنتي ملاك، أغلى حبيبة، شرطان الذهب، أبشر من عيوني، رجاوي، وينك حبيبي، خلهم ينفعونك... وغيرها.
كما يعتبر الملحن صالح الشهري أكثر ملحن قام بالتلحين للفنان راشد الماجد طوال مسيرته الفنية - بعد عدد ألحان راشد الماجد لنفسه - حيث لحَّن 31 أغنية في ألبومات رسمية، خمس أغنيات منها حملت اسم ألبوماته. وخلال العشرة سنين الأخيرة قل التعاون بين الفنان راشد الماجد وصالح الشهري كثيراً، حيث تعاونوا خلالها بأغنيتين فقط.

#### أعمال رياضية
- هذا اتفاقي 1405. أغنية لنادي الاتفاق السعودي. كلمات وألحان حامد الحامد.
- فارس الدهناء. أغنية لنادي الاتفاق السعودي. كلمات عبد الله العمر ألحان حامد الحامد
- الذهب لنادي النصر السعودي. كلمات واحد وألحان وليد الشامي (2019).

## ألبومات راشد الماجد الرسمية
1. 1985 : آه يا قلبي
2. 1986 : لي بنت عم
3. 1988 : أول ابي قربك (خل التغلي) بالتعاون مع الشاعر بسام السلامة والملحن خالد العليان
4. 1988 : قصة ضياع عبيد
5. 1989 : يا مليح
6. 1990 : حب الوطن
7. 1990 : طال انتظاري
8. 1992 : ابشر من عيوني
9. 1992 : يا سبحان (سنقل)
10. 1992 : الدنيا حظوظ
11. 1993 : الله كريم
12. 1994 : شرطان الذهب
13. 1995 : أغلى حبيبة
14. 1996 : المسافر
15. 1996 : صفوة ملوك العرب
16. 1997 : حفلات باريس 1 – 2
17. 1998 : شمعة حياتي
18. 1998 : السعودية
19. 1998 : تضحك الدنيا
20. 1999 : على مين تلعبها
21. 2001 : ويلي
22. 2002 : مشكلني
23. 2003 : الهدايا
24. 2005 : الحل الصعب
25. 2006 : صقور المنتخب (ألبوم رياضي)
26. 2007 : سلامات
27. 2007 : البارحة (أغاني مسلسل نمر بن عدوان)
28. 2008 : حفلة جدة 2007
29. 2008 : ما كنتي قريبة (سنقل)
30. 2008 : راشد وأحبابه (ألبوم غنائي منوع يضم أكثر من فنان)
31. 2009 : نور عيني
32. 2009 : غزة (سنقل)
33. 2009 : جلسات وناسة - الجزء الأول
34. 2010 : الموعد الضايع (سنقل مع الفنانة يارا)
35. 2010 : البتول (سنقل)
36. 2010 : جلسات وناسة - الجزء الثاني
37. 2010 : يا صبي عيني (سنقل مع الفنان ماجد المهندس)
38. 2011 : بابا نزل معاشه (ألبوم أطفال منوع يضم أكثر من فنان)
39. 2013 : مصيبة
40. 2024: استحالة[8]

## فيديو كليبات راشد الماجد
- كانت فيديو كليبات راشد تعرض على قناة art الموسيقى التابعة لشبكة راديو وتلفزيون العرب بشكل مكثف كما قامت القناة بإنتاج الكثير من الأعمال المصورة الحصرية.

1. أبشر من عيوني
2. مسافر في سما النسيان 1990 تلفزيوني من ألبوم يا مليح
3. اشكي - 1993، إخراج: أحمد الدوغجي
4. دنيا حظوظ
5. الله يجبيك - 1994، إخراج: محمد سعود المطيري
6. رجاوي - 1994
7. القمرة - 1994
8. سرك معي - 1994
9. أغلى حبيبة - 1995، إخراج: أحمد الدوغجي
10. المسافر - 1996
11. حبيبي معايا - 1996، إخراج: أحمد الدوغجي
12. وحشتيني - 1996، إخراج: عادل الخضر
13. المحبة
14. يا عينها - 1996، إخراج: أحمد الدوغجي
15. أشقر على أشقر
16. لا جاء وقت الجد  - 1998، إخراج: عادل الخضر
17. يا ناسينا - 1998، إخراج: أحمد الدوغجي
18. يا راشد - 1999، إخراج: أحمد الدوغجي
19. ويلي - 2001، إخراج: أحمد الدوغجي
20. مشكلني - 2002، إخراج: أحمد الدوغجي
21. العيون - 2003، إخراج: أحمد الدوغجي
22. يالأم
23. نسيناكم - 2005، إخراج: أحمد الدوغجي
24. عفناك - 2006، إخراج: أحمد المقلة
25. ابي شورك (مع عبد الكريم عبد القادر) - 2007، إخراج: جورج لابا
26. أخضر عنيد
27. يا أخضر
28. صاحي لهم - 2007، إخراج: ياسر الياسري
29. عشان الحب - 2007، إخراج: صوفي بطرس
30. اللي لقا أحبابه - 2009، إخراج: عادل سرحان
31. غزة - 2009، إخراج: جورج لابا
32. الموعد الضائع (مع الفنانة يارا) - 2010، إخراج: ليلى كنعان
33. البتول - 2010، إخراج: يعقوب المهنا
34. سامح (مع أبو بكر سالم) - 2010، إخراج: نهلة الفهد
35. لو كان بخاطري (مع آمال ماهر) - 2016، إخراج: بسام الترك
36. أنا أنا (مع ماجد المهندس، وليد الشامي) - 2018، إخراج: بسام الترك

### غنائه مقدمات المسلسلات
- 2021: ممنوع التجول
- 2020: قلبي أطمأن (برنامج)
- 2018: العاصوف
- 2016: الدمعة الحمراء
- 2015: سيلفي
- 2012: بين الماضي والحب
- 2012: حبر العيون
- 2010: وعد لزام
- 2009: أيام السراب
- 2009: قلوب للإيجار
- 2007: نمر بن عدوان
- 2008: محسن الهزاني
- 2005:عندما تغني الزهور
- 2001: القدر المحتوم
- 1999: دروب الشك

## مشاركاته في المهرجانات والحفلات

### الحفلات مرتبة بحسب السنة التي أقيمت بها الحفلة
1. 1994 :  حفلة لندن
2. 1994 :  حفلة جنيف
3. 1996 :  حفلة باريس
4. 1998 :  حفلة في دبي
5. 1998 :  حفلة في أبها
6. 1999 :  مهرجان هلا فبراير 1
7. 1999 :  حفلة في أبها
8. 1999 :  حفلة لندن
9. 1999 :  مسيرة الخير مستمرة
10. 1999 :  حفلة أوربت
11. 1999 :  مهرجان جرش
12. 1999 :  حفلة جدة 20
13. 1999 :  حفلة عمان
14. 2000 :  مهرجان هلا فبراير 2
15. 2000 :  حفلة عمان
16. 2000 :  حفلة أوربت
17. 2001 :  حفلة جدة 22
18. 2001 :  ليالي دبي
19. 2001 :  حفلة أوربت في القاهرة
20. 2002 :  مهرجان هلا فبراير 4
21. 2002 :  مهرجان الدوحة
22. 2002 :  حفلة أوربت في بيروت
23. 2002 :  مهرجان مسقط
24. 2002 :  ليالي دبي
25. 2003 :  حفلة في أبها
26. 2003 :  ليالي دبي
27. 2004 :  ليالي دبي
28. 2004 :  حفلة في ملعب بحمدون
29. 2004 :  مهرجان هلا فبراير 6
30. 2005 :  حفلة رأس السنة
31. 2007 :  حفلة دبي في ثاني أيام عيد الفطر
32. 2007 :  حفلة جدة 28
33. 2008 :  مهرجان مسقط
34. 2009 :  مهرجان ليالي فبراير 1
35. 2009 :  حفلة عيد الفطر في بيروت
36. 2016 :  حفلة ليالي صيف دبي
37. 2017 :  حفلة مهرجان فبراير الكويت
38. 2017 :  حفلة الرياض
39. 2018 :  حفلة اليوم الوطني الغنائي الدمام
40. 2018 :  حفلة جدة
41. 2019 :  حفلة العلا
42. 2019 :  حفلة الخبر
43. 2019 :  حفلة موسم جدة
44. 2019 :  حفلة لندن
45. 2019 :  حفلة موسم السودة ابها
46. 2019 :  حفلة اليوم الوطني 89 القصيم
47. 2019 :  حفلة موسم الرياض ليلة السندباد
48. 2019 :  حفلة موسم الرياض ليلة زعيم آسيا الهلال
49. 2020 :  حفلة ختام مهرجان دبي للتسوق 25
50. 2020 :  حفلة مهرجان فبراير الكويت
51. 2021 :  حفلة فعاليات البحرين
52. 2023 :  حفلة ليلة صوت الأرض

### حفلات خاصة بمناسبات متفرقة
1. 1984 :  حفلة بمناسبة فوز نادي الاتفاق السعودي ببطولة الأندية الخليجية (وهي أول حفلة لراشد الماجد)
2. 1986 :  حفلة بمناسبة افتتاح دورة الخليج لكرة القدم التي أقيمت في البحرين.
3. 2007 :  حفلة بمناسبة افتتاح قناة وناسة أقيمت في دبي.
4. 2008 :  حفل تكريمي بعد الاعتزال للاعب النصر السعودي ماجد أحمد عبدالله وغنى خلالها أغنيتين (الهمة الهمة)[9] و (يا ماجد)[10]

### الحفلات موزعة بحسب الدولة التي أقيمت بها الحفلة
1. دبي : 1998 و2001 و2002 و2003 و2004 و2005 و2007و2016[11] 2020
2. الكويت : 1999 و2000 و2002 و2004 و2009 ،2017[12] 2020
3. عمان : 1999 و2000 و2002 و2008
4. قطر : 2000 و2002 و2007
5. جدة : 1999 و2001 و2007 2018
6. أبها : 1998 و1999 و2003
7. الرياض : 2017 2018 2019 . 2020
8. لبنان : 2002 و2004 و2009
9. لندن : 1994 و1999
10. القاهرة : 2001
11. باريس : 1997
12. البحرين : 1999
13. الأردن : 1999
14. الدمام : 1983 و2018 2019
15. جنيف : 1994
16. العلا : 2019

## الجوائز والتكريمات
- 2023:  السعودية جائزة صناع الترفيه الفخرية في النسخة الثالثة من حفل توزيع جوائز صناع الترفيه 2023، الرياض.[13]

## وصلات خارجية
- الموقع الرسمي
- راشد الماجد على موقع ميوزك برينز (الإنجليزية)
- راشد الماجد على موقع ديسكوغز (الإنجليزية)